# Black Kids
Det amerikanske indie-rockband, Black Kids, blev udråbt til at være et af de varmeste nye navne i 2008, godt hjulpet på vej af en massiv hype først på internettet og siden fra den skrevne musikpresse. 
Singlen ”I’m Not Gonna Teach Your Boyfriend How To Dance With You” var forløber for debutalbummet der udkom i 2008.
Black Kids er en kun to år gammel bandkonstellation og stammer fra Jacksonville, Florida.
Bandet tiltrak sig via deres live-optræden hurtigt opmærksomhed fra flere store musikmagasiner, og i august 2007 lagde Black Kids en selvfinansieret EP, ”Wizard Of Ahhhs”, ud på deres Myspace-side.
EP’en indeholdt bl.a. en demo-udgave af ”I’m Not Gonna Teach Your Boyfriend How To Dance With You”, der af The New York Post er blevet udnævnt til nummer to på listen over sange fra 2007, der er værd at downloade.
”Wizard Of Ahhhs” lå indtil for nylig til fri download på bandets hjemmeside, og den har fået store roser med på vejen af den internationale musikpresse. 
BBC’s Radio 1 har desuden vist deres støtte til Black Kids ved at spille flere af EP’ens numre.
Black Kids skrev kontrakt med et engelsk pladeselskab og ved den lejlighed genindspillede de singlen ”I’m Not Gonna Teach Your Boyfriend How To Dance With You” under kyndig vejledning af Bernard Butler (ex-Suede guitarist).
Black Kids var i starten af 2008 på turné med bl.a. Kate Nash og Sons And Daughters og skal desuden i foråret/ sommeren på tour i både USA og UK.

## Diskografi

### Studiealbum
- Partie Traumatic (2008)
- Rookie (2017)

### Ep'er
- Wizard of Ahhhs (2007)
- Cemetery Lips	(2009)

### Singler
- "I'm Not Gonna Teach Your Boyfriend How to Dance with You" (2008)
- "Hurricane Jane" (2008)
- "Look at Me (When I Rock Wichoo)" (2008)
- "Origami" (2014)
- "Obligatory Drugs" (2016)